# Annoisin-Chatelans
Annoisin-Chatelans település Franciaországban, Isère megyében. Lakosainak száma 724 fő (2022. január 1.). Annoisin-Chatelans Hières-sur-Amby, Siccieu-Saint-Julien-et-Carisieu, Vernas, Crémieu, Leyrieu, Optevoz és Saint-Baudille-de-la-Tour községekkel határos.

## Népesség
A település népességének változása:
| Lakosok száma | 247  | 301  | 412  | 615  | 655  | 666  | 676  | 696  | 710  | 724  |
|               | 1968 | 1982 | 1990 | 2006 | 2013 | 2015 | 2017 | 2019 | 2020 | 2022 |